# Trent Reznor
Michael Trent Reznor (Mercer, Pensilvania, 17 de mayo de 1965) es un músico, compositor, productor y multiinstrumentista estadounidense. Fundó y lidera la banda Nine Inch Nails y perteneció a otras como Option 30, The Innocent y Exotic Birds, entre otros. En 2007, Reznor acabó su contrato discográfico con Interscope Records, pasando a ser un artista independiente. Está considerado como una de las figuras creativas más aclamadas de su generación musical.
El primer lanzamiento de Reznor como Nine Inch Nails, Pretty Hate Machine, fue un éxito comercial y ha lanzado, desde entonces, varios álbumes de estudio y sencillos. Ha trabajado con David Bowie, Adrian Belew, Saul Williams y Marilyn Manson (considerado por muchos como el protegido de Reznor). En 1997, Reznor apareció en la lista de la gente más influyente de Estados Unidos elaborada por la revista Time, y la revista Spin le ha descrito como "el artista más vital de la música".
En 2010 Reznor, en colaboración con Atticus Ross, compuso la música de la película The Social Network de David Fincher. El dúo ganó el Globo de Oro y posteriormente el Oscar a mejor banda sonora en 2011. La banda sonora fue lanzada por The Null Corporation, el sello discográfico independiente de Reznor.

## Biografía
Michael Trent Reznor nació el 17 de mayo de 1965 en Mercer, Pensilvania. A la edad de cinco años comenzó a tomar clases de piano, para después aprender de forma autodidacta a tocar la tuba y el saxofón. Sus padres se divorciaron en 1970 y Reznor fue criado por sus abuelos. En una entrevista en 1995, su abuelo Bill Clark remarcó, "La música era su vida, desde el tiempo que era un niñito. Tenía un don". Reznor ha dicho en entrevistas que odiaba su formación y que estaba muy aburrido con el área solitaria y pacífica donde fue criado. La mayor parte del tiempo, Reznor estaba aislado de otros niños. Dijo que él no encajaba. Tampoco había mucho acceso a radio y televisión, sin embargo ese era su único escape una vez que entró en la escena del Rock alternativo desde los años 70 y en adelante. Reznor usualmente experimentaba un rechazo emocional hacia las chicas, que se puede deducir en sus canciones. Incluso dijo: "quería escapar del pueblo pequeño de los Estados Unidos. Explorar. Mi experiencia de vida vino de mirar películas, TV, y leer libros y revistas. Cuando tu cultura viene de mirar TV todos los días, estás bombardeado de imágenes de cosas que parecen lindas, lugares que parecen interesantes, gente que tiene trabajos y carreras y oportunidades. Nada de esto pasó donde yo estaba. Casi te enseñan a darte cuenta de que esto no es para ti".
En las escuelas secundarias del área de Mercer, Reznor también aprendió a tocar el saxofón y la tuba. Fue miembro de la banda de jazz y la banda marcial. El exdirector de la banda de la secundaria Mercer Hendley Hoge recordó a Reznor como "muy alegre y amistoso."  Reznor también se involucró en el teatro mientras estaba en la secundaria. Sus compañeros lo votaron como el mejor en Drama por sus papeles de Judas en Jesucristo Superstar y profesor Harold Hill en The Music Man.
Reznor se graduó de la secundaria en 1983 y se inscribió en el Allegheny College. Estudió Ingeniería en Computación y música, y se unió a la banda local llamada Option 30 que tocaba tres shows por semana. Después de un año en la universidad, Reznor decidió abandonarla para dedicarse a tiempo completo a su carrera en la música.
Con su amigo de la secundaria Chris Vrenna, Reznor se mudó a Cleveland, Ohio. En 1985, se unió a una banda llamada The Innocent como teclista. Sacaron un álbum, Livin' in the Street, pero Reznor los dejó después de solo tres meses.
En 1986, Reznor apareció como miembro de la banda de ficción The Problem en el filme Light of Day. También se unió a la banda local de Cleveland, Exotic Birds.
Consiguió trabajo en el Right Track Studio (ahora conocido como Midtown Recording) en el área de mantenimiento. El dueño del estudio Bart Koster comentó como Reznor "es tan enfocado en todo lo que hace. Cuando ese tipo enceraba el piso, quedaba bárbaro."  Koster le permitió a Reznor usar el estudio fuera de las horas de trabajo, que usó para grabar demos de canciones que terminaron en el primer álbum de Nine Inch Иails, Pretty Hate Machine. Estos demos fueron lanzados luego como un bootleg con el nombre Purest Feeling.

## Otras actividades

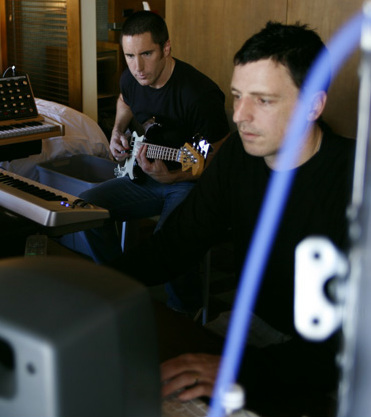
Trent Reznor (izquierda) grabando junto a Atticus Ross en 2006.

### Trabajo fuera de Nine Inch Nails
Reznor compuso junto a Brian Warner varias de las sus pistas de los álbumes de la banda Marilyn Manson, Smells Like Children (1995) y Antichrist Superstar (1996),[cita requerida] además de las bandas sonoras de las películas Natural Born Killers y Lost Highway. Reznor aparece en los créditos de "Driver Down" y "Videodrones; Questions" en la banda sonora soundtrack, mientras que la pista "The Perfect Drug", está acreditada a Nine Inch Nails. Reznor cantó coros en "Past the Mission", una canción de Tori Amos de 1994 del álbum Under the Pink. En 1998 Reznor produjo una remezcla de la canción de Notorious B.I.G., "Victory" en la que también aparece Busta Rhymes.[cita requerida] La música del videojuego de id Software, Quake está acreditada a Trent Reznor y Nine Inch Nails; Reznor ayudó a grabar los efectos de sonido y el audio ambiental, y en el juego el logotipo de NIN aparece en las cajas de munición del juego. La asociación de Reznor con id Software comenzó porque Reznor fue seguidor del juego Doom. Se reunió con id Software en 2003 para ejercer de ingeniero de sonido para Doom 3, aunque debido a "tiempo, dinero y malas gestiones", abandonó el proyecto, y el trabajo realizado no llegó a incluirse en la versión final del juego.
Con la banda Tapeworm, Reznor colaboró unos diez años con Danny Lohner, Maynard James Keenan y Atticus Ross, aunque el proyecto se dio por finalizado antes de que pudieran lanzar ningún material oficial. El único material de Tapeworm conocido es una versión de una canción llamada "Vacant", retitulada "Passive", que aparece en el álbum de covers de A Perfect Circle de 2004, Emotive. En el año 2010 compuso, junto a Atticus Ross, la banda sonora de la película The Social Network, por la cual ganó su primer Globo de Oro y Oscar el 27 de febrero de 2011. También a finales de diciembre del 2010, Reznor anunció que junto a Atticus Ross volverían a colaborar en la composición de la música de la próxima película de David Fincher, la versión de la cinta basada en el best seller The Girl With The Dragon Tattoo. Por esta película recibieron una nominación a los Globos de Oro del 2012 y una para los Premios Grammy de 2013, en la categoría mejor banda sonora para un medio visual.

### Beats y Apple
En enero de 2013, el fundador Reznor y el fundador de TopSpin Media, Ian Rogers, fueron elegidos para ser la cabeza, dentro de la empresa Beats, del nuevo servicio de suscripción de música electrónica, El proyecto Daisy, descrito por el cofundador de Beats, Jimmy Iovine, como tener " hardware, marca, sociedades de distribución y las relaciones artista para diferenciar a Daisy de la competencia". Fue nombrado director creativo (CCO) y el servicio fue lanzado oficialmente en los Estados Unidos el 21 de enero de 2014. 
Posteriormente, al ser Beats vendida a Apple Inc, Reznor ha continuado en un papel similar, donde ha participado en el lanzamiento Apple Music, que entre otras cosas es un servicio de música por streaming y contiene un servicio de radio las 24 horas del día con Dj en vivo y Connect que permite enlazar artistas y seguidores. Ha sido la misma Beats la que ha indicado a través de sus fundadores que Reznor ha sido una fuerza vital en el desarrollo de este servicio.

## Influencia
El trabajo de Reznor como Nine Inch Nails ha influido a muchos nuevos artistas, que según el mismo Reznor van desde "imitaciones genéricas" provenientes de la época de primeros éxitos de la banda hasta bandas más jóvenes haciéndose eco de su estilo "de una forma más real, menos imitativa". Después del lanzamiento de The Downward Spiral, artistas de primer nivel se hicieron eco de la influencia de NIN: David Bowie comparó el impacto de NIN con el de The Velvet Underground en su momento. En 1997, Reznor apareció en la lista de gente más influyente del año elaborada por la revista Time, y la revista Spin le describió como "el artista más vital de la industria musical". Bob Ezrin, productor de Pink Floyd, Kiss, Alice Cooper y Peter Gabriel, describió a Reznor en 2007 como "un verdadero visionario" aconsejando a los artistas noveles que tomaran nota de su actitud de no comprometerse. En una poco habitual aparición en los premios Kerrang! en Londres ese año, Reznor aceptó el premio Kerrang! Icon por la larga influencia de Nine Inch Nails en la música rock.
Timbaland, uno de los productores de música pop más populares de los últimos años ha citado a Trent Reznor como su productor de estudio favorito.
Reznor ha citado a Gary Numan como influencia, llegando a decir "Si no hubiera sido por The Pleasure Principle, no hubiera entrado en esto de la música". Numan tocó con Nine Inch Nails en un concierto en el O2 Arena de Londres el 15 de julio de 2009 después de la introducción de Reznor que dijo que Numan "había sido una vital y enorme inspiración para él los últimos veinte años". Tocaron dos canciones de Numan, "Metal" y "Cars".

## Vida personal
Durante los cinco años posteriores al lanzamiento de The Downward Spiral en 1994, Reznor sufrió de depresión; su condición empeoró con la muerte de su abuela materna, quien lo había criado. Comenzó a abusar del alcohol, la cocaína y otras drogas, y completó con éxito la rehabilitación en 2001. Dijo en una entrevista de Kerrang! de 2005:

«Había una personalidad que había seguido su curso. Necesitaba poner en orden mis prioridades, mi cabeza en su lugar. En lugar de trabajar siempre, me tomé un par de años de descanso, solo para descubrir quién era y decidir si quería seguir haciendo esto o no. Me había convertido en un adicto terrible; necesitaba ponerme las pilas, averiguar qué había sucedido».

En contraste con sus antiguas tendencias suicidas, declaró en otra entrevista de 2005 que está «bastante feliz».
Reznor se casó con la cantante filipino-estadounidense Mariqueen Maandig en octubre de 2009. Viven en Los Ángeles y tienen cinco hijos juntos. Cuando se le preguntó sobre el futuro de Nine Inch Nails en 2023, dijo: «No quiero estar lejos de mis hijos. No quiero perderme sus vidas para ir a hacer algo por lo que estoy agradecido de poder hacer, y aprecio que estén aquí para verlo, pero lo he hecho mucho, ¿sabes? Realmente no quiero hacer eso ahora mismo. [...] Quiero sentirme bien y quiero asegurarme de que mi familia esté bien». Agregó que prefiere trabajar en bandas sonoras de películas en lugar de grabar y hacer giras como Nine Inch Nails en parte porque hay un «ambiente menos fértil» para poner la música de Nine Inch Nails, mientras que la composición de películas lo ha «empujado a lugares en los que no estaría» con la banda.

## Premios y nominaciones
Premios Óscar
| Año  | Categoría          | Película           | Resultado |
| ---- | ------------------ | ------------------ | --------- |
| 2011 | Mejor banda sonora | The social network | Ganador   |
| 2020 | Mejor banda sonora | Soul               | Ganador   |
| 2020 | Mejor banda sonora | Mank               | Nominado  |

Premios BAFTA
| Año  | Categoría             | Película                        | Resultado |
| ---- | --------------------- | ------------------------------- | --------- |
| 2011 | Mejor música original | The Girl with the Dragon Tattoo | Nominado  |
| 2020 | Mejor música original | Soul                            | Ganador   |
| 2020 | Mejor música original | Mank                            | Nominado  |

Premios Emmy
| Año  | Categoría                                                                  | Trabajo                               | Resultado | Referencias |
| ---- | -------------------------------------------------------------------------- | ------------------------------------- | --------- | ----------- |
| 2020 | Mejor composición musical sobresaliente para una serie o película limitada | Watchmen                              | Ganador   | [ 25 ]      |
| 2020 | Mejor canción original                                                     | Watchmen ("This Extraordinary being") | Nominado  | [ 25 ]      |

Premios Emmy
| Año  | Categoría                                    | Trabajo                         | Resultado | Referencias |
| ---- | -------------------------------------------- | ------------------------------- | --------- | ----------- |
| 2020 | Mejor banda sonora para un medio audiovisual | Soul                            | Ganador   | [ 26 ]      |
| 2015 | Mejor banda sonora para un medio audiovisual | Gone Girl                       | Nominado  | [ 27 ]      |
| 2013 | Mejor banda sonora para un medio audiovisual | The Girl with the Dragon Tattoo | Ganador   | [ 28 ]      |